# 강릉 펜션 유독가스 질식 사고
강릉 펜션 가스 보일러 유독가스 질식 사고는 2018년 12월 18일 강원도 강릉시에 있는 펜션에서 대성고등학교 3학년생들 10명이 가스 보일러 유독가스에 질식해 3명이 숨지고 7명이 부상을 입은 사건이다. 7명 중 2명은 의식을 되찾고 친구 이름을 물어보는 등 기본적인 대화가 가능한 상태로 안정을 취하고있다. 유가족들은 사고로 목숨을 잃거나 다친 학생들을 향한 접근 및 사실과 다른 기사에 따른 추가 피해가 없도록 해달라고 간곡히 당부역시 유가족들과 환자의 심리 안정이 우선이라며 취재진들에게 조심해줄 것을 당부했다. 교육감은 이날 오후 7시쯤 강릉에 위치한 고려병원을 찾아 유가족을 만나려 했으나 '정신이 없다'는 이유로 유족과의 만남이 이뤄지지 않았다. 경찰당국도 피해자 보호차원으로 고려병원 빈소를 통제하고 있으며 수사본부에 피해자 보호팀 총 8명을 구성해 피해자 보호에 나서고 있다고 병원에 따르면 두 학생은 도착 당시 경직이 상당히 진행돼 있었으며 도착 후 30분간 심폐소생술을 받고 의사의 사망 진단을 받았다. 강릉 펜션 사고 사망 학생 3명 중 다른 1명은 강릉아산병원에 안치됐다. 중상을 입은 7명의 학생들은 강릉 아산병원에 5명, 원주세브란스기독병원에 2명의 학생이 분산 치료중이며, 이중 4명은 의식이 호전된 것으로 알려졌다. 강릉과 원주에서 입원 치료를 받던 학생 7명이 사고 발생 32일 만에 모두 병원을 나가게 됐다.

## 결과
수능시험을 마친 서울 대성고 학생 10명 중 3명이 숨지고 7명이 부상을 입은 강릉 펜션 사고의 원인이 일산화탄소 중독으로 공식 확인되었다. 사고원인으로 지목됐던 펜션의 난방용 가스보일러에서 유출된 일산화탄소로 인해 사상자가 발생했을 것이라고 경찰은 보강 수사를 하고 있다. 경찰은 사고현장에 가스보일러와 배기구를 연결하는 연통이 제대로 연결되지 않았던 사실을 확인했다. 건물 2층 발코니 끝쪽 보일러실에 놓인 가스보일러의 연통은 실내에서 실외로 빠져나가는 구조였지만 배관과 연통이 정상적으로 연결되지 않은 채 어긋나 있었던 것으로 알려졌다. 그리고 펜션 내 가스보일러를 뜯어 국립과학수사연구원에 보낼 예정이다.

## 같이 보기
- 가스 보일러
- 일산화 탄소 중독
- 일산화탄소 감지기(en:Carbon monoxide detector,  CO detector)